# Conulicoccus
Conulicoccus är ett släkte av insekter. Conulicoccus ingår i familjen ullsköldlöss.
Kladogram enligt Catalogue of Life:
| Conulicoccus | \| \| Conulicoccus beardsleyi \| \| \| \| \| \| Conulicoccus eucalypti \| \| \| \| \| \| Conulicoccus pholeter \| \| \| \| |
|              | \| \| Conulicoccus beardsleyi \| \| \| \| \| \| Conulicoccus eucalypti \| \| \| \| \| \| Conulicoccus pholeter \| \| \| \| |
|              | Conulicoccus beardsleyi |
|              | |
|              | Conulicoccus eucalypti |
|              | |
|              | Conulicoccus pholeter |
|              | |